# Lilitei
Lilitei ist eine osttimoresische Aldeia im Suco Fadabloco (Verwaltungsamt Remexio, Gemeinde Aileu). 2015 lebten in der Aldeia 407 Menschen.

## Geographie und Einrichtungen
Die Aldeia Lilitei liegt im Südwesten des Sucos Fadabloco. Nördlich befindet sich die Aldeia Rileu, östlich die Aldeia Lequiça und südöstlich die Aldeia Raifatu. Im Nordwesten grenzt Lilitei an den Suco Fahisoi, im Westen an den Suco Maumeta und im Südwesten an den Suco Hautoho. Die Nordgrenze bildet der Fluss Ai Mera. Der Fluss gehört zum System des Nördlichen Laclós.
Eine Straße aus dem Westen von Hautoho teilt sich auf und führt an drei Stellen in die Aldeia Lilitei. Eine Straße führt in den Norden. An ihr liegt das Dorf Lilitei, an dessen Zentrum die Straße endet. Die zweite Straße durchquert die Aldeia nach Osten und verläuft weiter durch Lequiça. Die dritte Straße wendet sich nach Südosten nach Raifatu. An beiden Straßen liegen in kleinen Gruppen und einzeln Häuser, darunter der Sitz des Sucos Fadabloco an der Südstraße.

## Politik
Bei den Kommunalwahlen in Osttimor 2009 wurde Miguel Tilman zum Chefe de Aldeia gewählt. Die nächsten Wahlen fanden 2016 und 2023 statt.